# Rhys Britton
Rhys Britton (Pontypridd, 13 mei 1999) is een Brits wielrenner die rijdt op de baan en weg.

## Carrière
Britton nam in 2018 voor het eerst deel aan de Gemenebestspelen, op de ploegenachtervolging werd hij vierde met Samuel Harrison, Joe Holt en Ethan Vernon. Vier jaar later werd hij wederom vierde, ditmaal met Holt, William Roberts en Joshua Tarling. Zijn eerste gouden medaille op de omnium op de Britse kampioenschappen baanwielrennen won hij in 2023. Daarnaast werd hij ook bij andere internationale kampioenschappen zoals de EK en WK boekte hij successen sinds 2021. Bij zijn tweede deelname aan de WK in 2024 won hij zilver op de ploegenachtervolging. Die reed hij samen met Josh Charlton, Ethan Hayter, Charlie Tanfield en Oliver Wood.
Op de weg rijdt Britton bij de Britse wielerploeg Saint Piran.

## Palmares
| Jaar        | BK                                  | EK                                 | WK                   | Overige                                              |
| Als belofte | Als belofte                         | Als belofte                        | Als belofte          | Als belofte                                          |
| ----------- | ----------------------------------- | ---------------------------------- | -------------------- | ---------------------------------------------------- |
| 2021        |                                     | koppelkoers · ploegenachtervolging |                      |                                                      |
| Als elite   |                                     |                                    |                      |                                                      |
| 2018        | koppelkoers · puntenkoers · scratch |                                    |                      | Gemenebestspelen: 4e ploegenachtervolging            |
| 2019        | puntenkoers                         |                                    |                      |                                                      |
| 2020        | puntenkoers · scratch               |                                    |                      |                                                      |
| 2021        |                                     | ploegenachtervolging               | scratch              |                                                      |
| 2022        |                                     | ploegenachtervolging               |                      | Gemenebestspelen: 4e ploegenachtervolging 5e scratch |
| 2023        | omnium                              |                                    |                      |                                                      |
| 2024        |                                     |                                    | ploegenachtervolging |                                                      |
| 2025        |                                     | ploegenachtervolging               |                      |                                                      |